# Гелена (Алабама)
Гелена (англ. Helena) — місто (англ. city) в США, в округах Шелбі і Джефферсон штату Алабама. Населення — 20 914 особи (2020).

## Географія
Гелена розташована за координатами 33°17′8″ пн. ш. 86°52′28″ зх. д. / 33.28556° пн. ш. 86.87444° зх. д. (33.285635, -86.874488).  За даними Бюро перепису населення США в 2010 році місто мало площу 53,55 км², з яких 52,69 км² — суходіл та 0,86 км² — водойми.

## Демографія

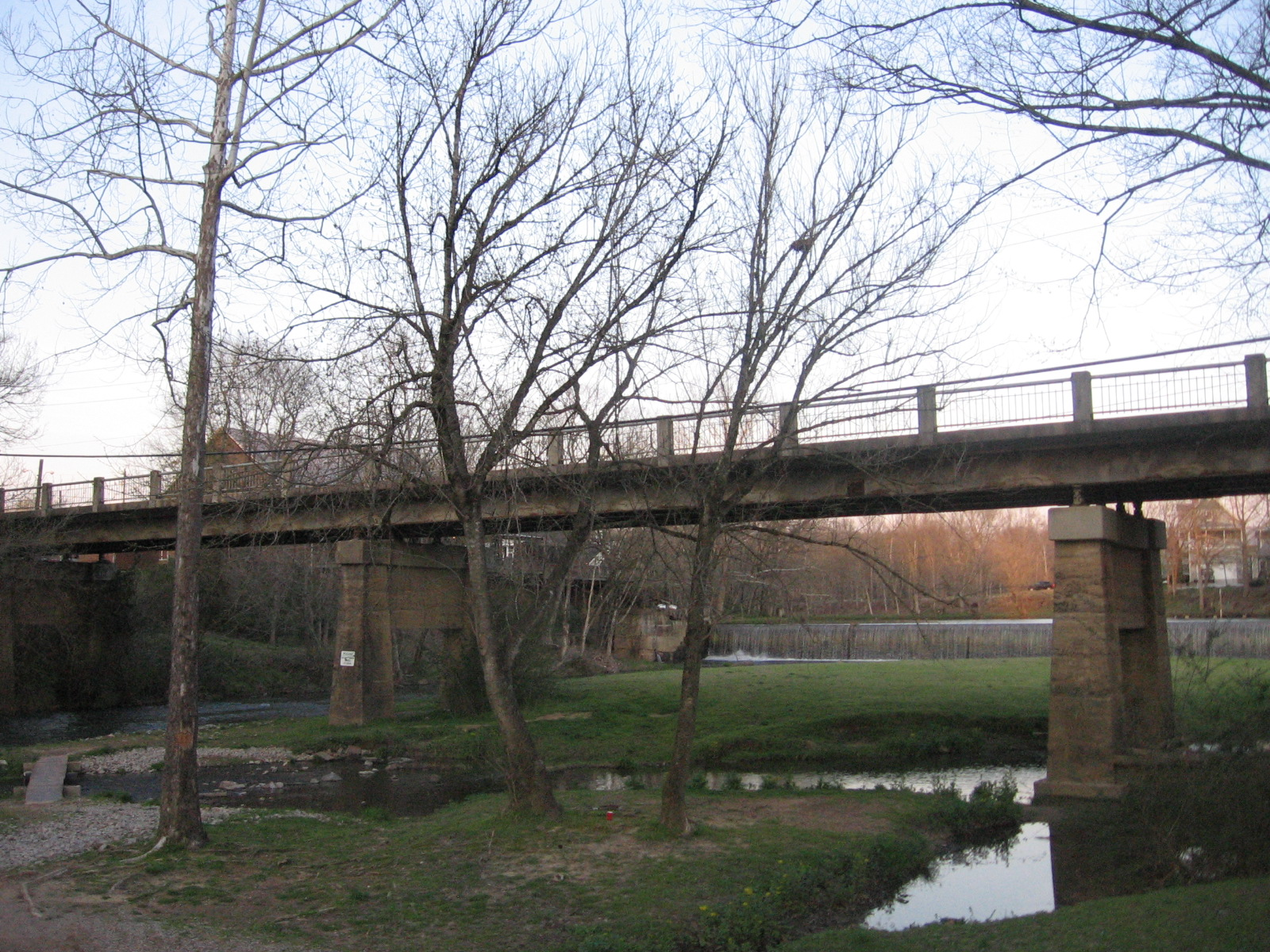
Міст через річку Бак-Крік в місті Гелена

Згідно з переписом 2010 року, у місті мешкали 16 793 особи в 5994 домогосподарствах у складі 4742 родин. Густота населення становила 314 особи/км².  Було 6268 помешкань (117/км²).
Расовий склад населення:
| - 82,5 % — білих - 13,1 % — чорних або афроамериканців - 1,5 % — азіатів - 0,2 % — корінних американців - 1,4 % — осіб інших рас |

До двох чи більше рас належало 1,3 %. Частка іспаномовних становила 3,3 % від усіх жителів.
За віковим діапазоном населення розподілялося таким чином: 30,7 % — особи молодші 18 років, 62,6 % — особи у віці 18—64 років, 6,7 % — особи у віці 65 років та старші. Медіана віку мешканця становила 34,6 року. На 100 осіб жіночої статі у місті припадало 93,4 чоловіків;  на 100 жінок у віці від 18 років та старших — 88,4 чоловіків також старших 18 років.
Середній дохід на одне домашнє господарство  становив 86 238 доларів США (медіана — 84 615), а середній дохід на одну сім'ю — 93 773 долари (медіана — 90 928). Медіана доходів становила 62 178 доларів для чоловіків та 44 478 доларів для жінок. За межею бідності перебувало 2,1 % осіб, у тому числі 2,2 % дітей у віці до 18 років та 2,5 % осіб у віці 65 років та старших.
Цивільне працевлаштоване населення становило 8909 осіб. Основні галузі зайнятості: освіта, охорона здоров'я та соціальна допомога — 27,9 %, фінанси, страхування та нерухомість — 13,5 %, науковці, спеціалісти, менеджери — 10,9 %, роздрібна торгівля — 9,9 %.